# るんるんナイト ワオ!
るんるんナイト ワオ!は、1982年から1983年までTBSラジオで月曜日から金曜日の夜の時間帯に放送していた若者向けのラジオ番組。
正式には『るんるんナイト （パーソナリティ名）ワオ!』という形のタイトル。

## 概要
1982年10月まで続いていた『夜はともだち 松宮一彦絶好調!（コサラビ絶好調!）』をリニューアルし、パーソナリティは担当曜日ごとそのまま続投する形でスタート。この番組では日替わりでアイドルパートナーが出演し、番組を盛り上げていた。
1983年4月からは火曜日パーソナリティが斉藤清六と山口良一となり、松宮は月・水・金の3曜日の出演となる。また同年の9月12日から9月16日まで松宮が番組を休んだ間、風見慎吾（風見しんご）・小西博之・佐藤B作ら、欽ちゃんファミリーのメンバーが代役を務めており、これは本番組終了後の1983年10月から午前0時台の『NISSANミッドナイトステーション』の枠でスタートした『ザ・欽グルス電リク60分』（後の『ザ・欽グルスショー』）につながる形ともなっていた。
1983年4月3日には、「るんナイ月〜金曜合同ファンの集い」がTBSホールで行われ、似てねーものまね大会などが行われた。
コサキン関連では、1982年12月5日に第1回となる「コサラビファンの集い」がTBSホールで、中森明菜をゲストに迎えて行われている（当時のプロデューサーから「投書が500通来たら」という条件をクリアして実現したイベントだった。当時の超有名人と言われたリスナーが1人で50通出したこともあった）。この他、2Bの鉛筆で書かれている葉書のために手が汚れて仕方がないと「2Bでは書かないでー」と言って生放送中のスタジオに投書整理係の女性（通称・2Bのおばさん）が乱入したこと（1982年11月）、「上映会をみんなでやる」と言っておきながら小堺、関根、作家の鶴間政行、ディレクターの門脇覚らスタッフだけで『スーパージャイアンツ』の上映会を行ったこと（1983年5月3日）などのエピソードがある。また、近藤正臣の『雪が降る』、喜美正二郎の『すずらん通り』、舟木一夫の『太陽にヤァ!』『夏子の季節』などのコサキンソングはこの時から番組中で盛り上がっていた。

## 放送期間・放送時間
- 1982年10月4日〜1983年10月7日
- 毎週月曜日〜金曜日　21:00〜23:40

## パーソナリティ
- 松宮一彦 （『るんるんナイト 松宮一彦ワオ!』 - 月・火・水・金 → 1983年4月からは月・水・金）
- 小堺一機、関根勤 （『るんるんナイト コサラビワオ!』 - 木曜日）
- 斉藤清六、山口良一 （『るんるんナイト 清六・山口 おじさんワオ!』 - 火曜日、1983年4月から）

### レギュラーパートナー
- 三田寛子 （月曜日、1982年10月〜1983年3月）
- 小泉今日子 （火曜日、1982年10月〜1983年3月）
- 甲斐智枝美 （水曜日、1982年10月〜1983年1月）
- 伊藤さやか （木曜日、1982年10月〜1983年1月）
- 坂上とし恵 （金曜日、1982年10月〜1983年3月）
- 堀ちえみ （水曜日、1983年2月〜同年3月）
- 石川秀美 （木曜日、1983年2月〜同年4月）
- 松本小雪 （月曜日、1983年4月〜同年6月）
- 佐久間レイ （水曜日、1983年4月〜同年6月）
- 徳丸純子 （金曜日、1983年4月〜同年7月）
- 伊藤麻衣子 （月曜日、1983年7月〜同年10月）
- 菊地陽子 （水曜日、1983年7月〜同年10月）
- 高橋真美、倉沢淳美 （金曜日、1983年8月〜同年10月）
- 小出広美（木曜日、1983年5月〜同年10月）

## タイムテーブル
- 21:10 - 一機と久実の長いつきあい
- 21:20 - ザ・ヒットパレード 〜毎日が電話リクエスト
- 21:45 - シブがき隊の青春キャッチボール
- 21:55 - ニュース、天気予報
- 22:00 - ピカピカBOX
  - 月曜日：ピカピカジュークBOX （リスナー対抗の歌合戦で、勝った方のリクエストをかけてもらえるというコーナー）
  - 火曜日：スポーツクイズピカピカ10 （スピード性が問われるクイズ。1問につき1,000円の賞金だった）
    - 火曜日：クイズ・清六ショック!! （斉藤清六に交替後のクイズコーナー）

  - 水曜日：今夜のピカピカギャル （街で出会った女の子をスタジオに迎えてインタビューを行うコーナー。公募も受け付けていた。）
  - 木曜日：コサラビ（コサキン）ピカピカ情報 （リスナーからのリクエストに応えて、何でも色々なことをやっていたコーナー）
  - 金曜日：ピカピカゲスト登場
- 22:15 - タモリの事件ダヨ! （タモリ、斉藤ゆう子）
- 22:25 - 小朝のハッピートーク （春風亭小朝）
- 22:40 - るんるんダイヤル
- 22:45 - ハラハラクラブ〜ハラボー言葉にご用心（原由子） → アルフィーの気分はオールマイティ（1983年4月から）
- 23:00 - サイエンスランド 〜松宮一彦の科学るラジオ
- 23:15 - ザ・バラエティ 〜おすぎとピーコのスキャンダルナイト
- 23:30 - 聞いて聞いて伝言大賞
- 23:35 - ニュース、天気予報